# 1/2 Prince
1/2 Prince (1/2 王子, 1/2 Wangzi, Half Prince) est un manhua écrit par l’auteure taïwanaise Yu Wo et dessiné par Choi Hong Chong, qui est basé sur une série de light novels du même nom écrite par Yu Wo en sinogrammes traditionnels. Il n'existe aucune traduction officielle du manhua ou des romans en français. Cependant, des équipes de traduction non-officielles se sont chargées de traduire les deux versions : la Team Sr-Fantrad s'occupe du manhua tandis que la Section Française de Prince Revolution! traduit la série de romans (ces traductions sont permises par l'auteure).

## Synopsis
L'histoire commence en 2100. Le personnage principal est Feng Lan, une étudiante de 19 ans qui est entrainée par Feng Yang Ming, son frère jumeau, dans le nouveau jeu de rôle en ligne massivement multijoueur à réalité virtuelle Médiéval-fantastique « Second Life ». Décidée à montrer à Yang Ming qu'elle peut réussir à avancer dans le jeu vidéo sans tirer des avantages du fait d'être une femme, elle décide de créer un personnage masculin. 
Normalement, le sexe du joueur et de son personnage sont obligatoirement les mêmes, mais comme Feng Lan s'est inscrite dans ce jeu pour la 1re fois, elle est autorisée à avoir un vœu et peut donc s'incarner un garçon. On lui donne également le droit de rendre son personnage 30 % plus beau ou plus laid, elle choisit bien évidemment 30 % plus beau, ce qui lui posera certains problème (son personnage se fait courser par des filles dès son entrée dans le jeu...). 
Mais elle doit cacher son sexe car sinon tous les autres joueurs voudraient également avoir le choix, ce qui fait que personne n'est (au début) au courant qu'elle est une fille dans la réalité. C'est ainsi qu'elle entre pour la première fois dans le jeu sous le nom de Prince et se voit rapidement donner le surnom d'elfe sanguinaire.

## Personnages
- Feng Lan, personnage principal, elle est entrainée par son frère dans « Second Life », elle incarnera un personnage masculin du nom de Prince, il formera une guilde l'Odd Squad, nom choisi car le seul point commun de ses membres est d'être tous bizarres (=odd en anglais).
- Yang Min, frère de Lan, il l'a poussé à jouer à « Second Life », tout en affirmant qu'être une fille est un avantage dans ce genre de jeu. Dans le jeu il apparaît sous le nom de Heartless Wings.
- LoliDragon, une Game master du jeu, elle aide Lan à créer son perso et par conséquent seule Lan est au courant de sa fonction (les autres joueurs pensent qu'elle est un joueur normal mais ils le découvriront par la suite), elle la suit donc en tant que 1er membre de sa guilde et veut l'aider à créer la 1re légende de « Second Life » : celle de Prince, l'elfe sanguinaire.
- Meat Bun, c'est le monstre de compagnie de Prince, il ressemble à une boule de viande, crache des boules de viande et développe une certaine forme d'intelligence au cours du jeu (il apprend à parler).
- Ugly Wolf, un mystérieux homme-loup prêtre, il intégrera l'Odd Squad, il s'avère être le médecin scolaire de l'école de Lan dans la réalité.
- Doll, invocatrice d'âme de la tribu des anges, elle rejoint l'Odd Squad. Elle s'avère être en fait une princesse dans le monde réel.
- Guileastos, surnommé Gui, c'est un barde qui tombe amoureux de Prince, il rejoindra l'Odd Squad. Il s’avère être un professeur de Lan dans la réalité.
- Yulian, une magicienne qui tombe amoureuse de Wolf, elle rejoint l'Odd Squad, et finit par se marier (dans le jeu puis dans la réalité) avec Wolf.
- Wicked, un guerrier de la guilde Dark Phantom, auto proclamé guilde ennemi à l'Odd Squad. Il s'agit en fait de Zhuo Ling Bin, un ancien ami de Feng Lang qui est amoureux d'elle depuis 8 ans.
- Fairsky, une magicienne qui est tombée amoureuse de Prince.
- Snow Rose, une magicienne qui est tombée amoureuse de Prince, elle s'avère être la tante de Lan (et donc de prince).
- Dictator Of Life, l'ennemi de tous les joueurs du jeu pendant les derniers chapitres. Amoureux de Prince, il a veillé sur lui/elle pendant tout son parcours en lui accordant son épée et le pet Meat Bun. Originellement boss final de Second Life, il développe une conscience et finit par être corrompu par le créateur original du jeu qui veut se servir de son intelligence pour dominer le monde et prendre le contrôle de l'ensemble des systèmes informatiques de la planète.
- Kenshin, personnage non-joueur ayant développé une conscience, devient le pet humain de Prince. Etant niveau 100 (le plus haut niveau) il aidera beaucoup Prince et tombera dans les bonnes grâces d'Artic Fox un joueur de haut niveau.
- Sunshine, un autre PNJ ayant développé une conscience, devient aussi le pet humain de Prince, celui-ci cachera son identité de PNJ ce qui crée quelques confusions avec une joueuse tombée amoureuse de lui.

### Races des personnages
Dans le manhua, les personnages incarnés par les joueurs de Second Life peuvent avoir une race comme dans tout MMORPG :
- Humain.
- Elfe.
- Espèce nocturne.
- Nain.
- Démon.
- Ange.
- Bête, séparé en sous-groupes : Loup, Bête Ailée, Bête de Terre, ...
- Esprit, séparé en sous-groupes : Fleur, Herbe, Arbre, ...

### Classes des personnages
Dans le manhua, les personnages incarnés par les joueurs de Second Life peuvent avoir une classe comme dans tout MMORPG :
- Guerrier, fort et endurant.
- Archer, attaque à distance.
- Voleur, agile et rapide.
- Prêtre, soigne et renforce ces alliés.
- Magicien, utilise la magie.
- Invocateur d'Âme, invoque des monstres.
- Barde, affaiblit ses ennemis ou renforce ses alliés grâce à sa musique et peut aussi attaquer à distance.